# Stenobothrus minutissimus
Stenobothrus minutissimus är en insektsart som beskrevs av Bolívar, I. 1878. Stenobothrus minutissimus ingår i släktet Stenobothrus och familjen gräshoppor. Inga underarter finns listade i Catalogue of Life.